# John Rappeport
John Max Wilhelm Rappeport (* 25. November 1887 in Hamburg; † 24. April 1974 in Berlin) war ein deutscher Bühnen- und Stummfilmschauspieler mit zwei Ausflügen zur Filmregie.

## Leben und Wirken
Der gebürtige Hamburger war ein Sohn des jüdischen Kaufmanns Max Rappeport und der Plätterin Maria Kölln. Nach der Heirat seiner Eltern 1894 trug er den Familiennamen seines Vaters. 1907 startete er seine künstlerische Laufbahn am in seiner Vaterstadt beheimateten Schleswig-Holsteinischen Landestheater. Nur selten band er sich in der Folgezeit fest an ein Haus wie im Jahr darauf ans Hamburger Neue Theater, 1909–1911 ans Königliche Schauspielhaus Potsdam, 1911/12 an Gießens Neues Stadttheater oder zwei Spielzeiten lang während des Ersten Weltkriegs (1915/16) an das Herzogliche Hoftheater in Meiningen, wo er im Fach des „jugendlichen Helden“ besetzt wurde. Hier sah man Rappeport beispielsweise 1916 als Thorolf in Henrik Ibsens Nordische Heerfahrt. Den Großteil seiner Karriere war John Rappeport jedoch freischaffend tätig und widmete sich intensiv dem Gastspiel- bzw. Tourneetheater, wo er auch immer wieder Regie führte.
In den späten Jahren des Ersten Weltkriegs bis in die frühen 1920er Jahre hinein, als er am Berliner Theater Carl Meinhards und Rudolf Bernauers engagiert war, trat Rappeport auch in einigen wenig bedeutsamen Stummfilmen auf, mit denen er jedoch kaum Spuren hinterließ. Im letzten Kriegsjahr 1918 ist John Rappeport zumindest zweimal auch als Filmregisseur nachzuweisen. Im Laufe der 1930er Jahre verliert sich seine Spur. Obwohl er nach NS-Definition als „Halbjude“ galt, ist Rappeport zur Zeit des Dritten Reichs bis in den Zweiten Weltkrieg hinein im Register der Deutschen Bühnenjahrbücher aufgelistet und wurde nach Kriegsende entnazifiziert. Sein späterer Lebensweg befindet sich derzeit noch im Dunkeln.
Der seit dem 26. August 1920 mit der zwei Jahre jüngeren Marie Catharina Hilbrecht verheiratete Rappeport, der viele Jahre lang Sekretär des 1933 von den Nationalsozialisten aufgelösten Deutschen Bühnen-Klubs war und auch ein Künstlerrestaurant betrieben und mit Erich Kästner im regelmäßigen Briefkontakt gestanden hatte, starb 1974 in Berlin-Wilmersdorf.

## Filmografie (komplett)
- 1917: Die Memoiren des Satans, 2. Teil: Fanatiker des Lebens
- 1918: John und Jonny (Regie)
- 1918: Das Glücksmädel (Regie)
- 1920: Die Abenteuer der Marquise von Königsmarck
- 1921: Die Blitz-Zentrale
- 1921: Rote Spuren
- 1921: Der Todesflieger
- 1924: Harry Hills Jagd auf den Tod